# Constantin Brâncoveanu (stacja metra)
Constantin Brâncoveanu – stacja metra w Bukareszcie, na linii M2. Stacja została otwarta w 1986.